# Jan Hoekema (politicus)
Jan Theodoor Hoekema (Den Haag, 14 februari 1952) is een Nederlandse politicus van D66. Hij was Tweede Kamerlid van 1994 tot 2002 en van 2007 tot 2017 burgemeester van de gemeente Wassenaar.

## Biografie
Hoekema doorliep het gymnasium in Zeist en studeerde vervolgens sociologie in Leiden. In 1975 rondde hij deze studie af. Op 10 februari 1977 kwam hij bij het ministerie van Buitenlandse Zaken, een baan die hij combineerde met het lidmaatschap van de gemeenteraad in zijn woonplaats Leiden voor D66.

### Politieke carrière
Hoekema was in Leiden gemeenteraadslid van 5 september 1978 tot en met 16 januari 1989 en van 2 mei 1990 tot en met 12 april 1994. Van 7 september 1990 tot mei 1994 was Hoekema directeur VN-zaken bij het ministerie van Buitenlandse Zaken.
In 1994 werd hij gekozen tot lid van de Tweede Kamer voor D66. Hoekema werd beëdigd op 17 mei 1994 en bleef lid tot en met 23 mei 2002. Hij hield zich vooral bezig met buitenlandse zaken, defensie en binnenlands bestuur. In 2003 werd hij directeur culturele samenwerking op het ministerie van Buitenlandse Zaken.
Op 4 juli 2007 werd hij geïnstalleerd als burgemeester van Wassenaar. Hij vertrok na een vertrouwensbreuk met de gemeenteraad op 16 januari 2017. Er was onder meer kritiek dat hij zich te weinig had ingezet om van de (in Wassenaar te vestigen) Amerikaanse ambassade de veiligheidskosten te verhalen op de rijksoverheid. Met ingang van 6 maart 2017 was hij waarnemend burgemeester van Aa en Hunze en vanaf 20 juli dat jaar van Langedijk.
Op 29 januari 2018 publiceerde dagblad NRC Handelsblad dat Hoekema bij zijn aftreden in Wassenaar een buitenwettelijke wachtgeldregeling had getroffen met de gemeente Wassenaar. Hij bedong dat zijn wachtgeld geen 80% van zijn loon zou bedragen, maar de volle 100%. Ook zou hij volledig gecompenseerd worden voor zijn pensioenverlies en kreeg hij al zijn advocaatkosten vergoed. Verder werd afgesproken dat de gemeente Wassenaar het ministerie van Binnenlandse Zaken, noch de commissaris van de Koning actief zou inlichten over deze bij wet niet toegestane regeling. Al vrij snel kreeg Hoekema een nieuwe baan als waarnemend burgemeester elders, maar hij betaalde het te veel ontvangen wachtgeld niet terug, volgens een verklaring van Hoekema, omdat de gemeente Wassenaar daar niet om gevraagd had en: "ook in de vaststellingsovereenkomst stond daar niets over opgenomen". Naar aanleiding van de NRC-publicatie zegde Hoekema toe het te veel ontvangen wachtgeld van 17.800 euro alsnog terug te betalen. Commissaris van de Koning Johan Remkes liet het er niet bij zitten en verlangde dat Hoekema zich persoonlijk bij hem kwam verantwoorden. Op 15 februari 2018 meldde Hoekema per direct te stoppen als waarnemend burgemeester van Langedijk.

## Persoonlijk
Hoekema is de broer van prof. mr. Andreas Jan (André) Hoekema (1940-2020), advocaat en hoogleraar en oud-decaan aan de faculteit rechtsgeleerdheid van de Universiteit van Amsterdam.
Hoekema was gehuwd met en is gescheiden van Christa van Vliet. Hij is hertrouwd met Marleen Barth, voormalig lid van zowel de Eerste als de Tweede Kamer namens de PvdA. Uit het eerste huwelijk had hij twee kinderen, een dochter en een zoon.
- Parlement.com: vg09lllc9opn